# Pematang Tiga (plaats)
Pematang Tiga is een bestuurslaag in het regentschap Bengkulu Tengah van de provincie Bengkulu, Indonesië. Pematang Tiga telt 1170 inwoners (volkstelling 2010).